# 冯镜桥
冯镜桥（1918年—1988年），又名冯守训，江苏沛县人。中华人民共和国政治人物。
早年担任127师379团政委、团长，参加海南岛战役。1955年，担任第128师副师长、师长，获三级独立自由勋章、三级解放勋章。1961年，升任海南军区参谋长。1968年，担任海南军区政委。次年，担任广东省海南行政区革委会主任。1971年，兼任中共海南区党委第一书记、区革委会主任。